# Alozaina
Alozaina és un poble de la província de Màlaga (Andalusia), que pertany a la comarca de la Sierra de las Nieves. Limita amb els municipis de Tolox, Yunquera i Casarabonela.